# Inal Tasóyev
Inal Valikoyevich Tasóyev (en ruso: Инал Валикоевич Тасоев; 5 de febrero de 1998) es un deportista ruso que compite en judo.
Ganó dos medallas de oro en el Campeonato Mundial de Judo, en los años 2023 y 2025, cinco medallas en el Campeonato Europeo de Judo entre los años 2019 y 2025, y una medalla de bronce en el Campeonato Europeo de Judo por Equipo Mixto de 2021.
En los Juegos Europeos de Minsk 2019 obtuvo dos medallas, oro en el equipo mixto y plata en la categoría de +100 kg.

## Palmarés internacional
| Campeonato Mundial                  | Campeonato Mundial      | Campeonato Mundial | Campeonato Mundial |
| Año                                 | Lugar                   | Medalla            | Categoría          |
| ----------------------------------- | ----------------------- | ------------------ | ------------------ |
| 2023                                | Doha (Catar)            | Medalla de oro     | +100 kg            |
| 2025                                | Budapest (Hungría)      | Medalla de oro     | +100 kg            |
| Juegos Europeos                     |                         |                    |                    |
| Año                                 | Lugar                   | Medalla            | Categoría          |
| 2019                                | Minsk (Bielorrusia)     | Medalla de oro     | Equipo mixto       |
| 2019                                | Minsk (Bielorrusia)     | Medalla de plata   | +100 kg            |
| Campeonato Europeo                  |                         |                    |                    |
| Año                                 | Lugar                   | Medalla            | Categoría          |
| 2019                                | Minsk (Bielorrusia)     | Medalla de plata   | +100 kg            |
| 2020                                | Praga (República Checa) | Medalla de plata   | +100 kg            |
| 2021                                | Lisboa (Portugal)       | Medalla de oro     | +100 kg            |
| 2024                                | Zagreb (Croacia)        | Medalla de oro     | +100 kg            |
| 2025                                | Podgorica (Montenegro)  | Medalla de oro     | +100 kg            |
| Campeonato Europeo por Equipo Mixto |                         |                    |                    |
| Año                                 | Lugar                   | Medalla            | Categoría          |
| 2021                                | Ufá (Rusia)             | Medalla de bronce  | Equipo mixto       |